# Get Outta My Dreams, Get into My Car
Get Outta My Dreams, Get Into My Car is een nummer van de Britse zanger Billy Ocean. Het was de eerste single van zijn zevende studioalbum Tear Down These Walls uit 1988. In januari dat jaar werd het nummer op vinylsingle uitgebracht.

## Achtergrond
De plaat werd wereldwijd een grote hit. In Oceans' thuisland het Verenigd Koninkrijk bereikte de plaat de derde positie in de UK Singles Chart, in Ierland, Noorwegen, Zuid-Afrika, Australië, de Verenigde Staten en Canada werd het een nummer 1-hit en in de Eurochart Hot 100 werd de tweede positie behaald.
Ook in Nederland werd het nummer een hit. In de Nederlandse Top 40 was het de tweede keer dat Billy Ocean de lijst aanvoerde. In de Nationale Hitparade Top 100 werd de tweede positie bereikt. In Vlaanderen bereikte de plaat de nummer 1-positie in zowel de voorloper van de Ultratop 50 als de Radio 2 Top 30.

## Hitnoteringen

### Nederlandse Top 40
| Hitnotering: 06-02-1988 t/m 30-04-1988 | Hitnotering: 06-02-1988 t/m 30-04-1988 | Hitnotering: 06-02-1988 t/m 30-04-1988 | Hitnotering: 06-02-1988 t/m 30-04-1988 | Hitnotering: 06-02-1988 t/m 30-04-1988 | Hitnotering: 06-02-1988 t/m 30-04-1988 | Hitnotering: 06-02-1988 t/m 30-04-1988 | Hitnotering: 06-02-1988 t/m 30-04-1988 | Hitnotering: 06-02-1988 t/m 30-04-1988 | Hitnotering: 06-02-1988 t/m 30-04-1988 | Hitnotering: 06-02-1988 t/m 30-04-1988 | Hitnotering: 06-02-1988 t/m 30-04-1988 | Hitnotering: 06-02-1988 t/m 30-04-1988 | Hitnotering: 06-02-1988 t/m 30-04-1988 | Hitnotering: 06-02-1988 t/m 30-04-1988 |
| Week                                   | 1                                      | 2                                      | 3                                      | 4                                      | 5                                      | 6                                      | 7                                      | 8                                      | 9                                      | 10                                     | 11                                     | 12                                     | 13                                     |                                        |
| -------------------------------------- | -------------------------------------- | -------------------------------------- | -------------------------------------- | -------------------------------------- | -------------------------------------- | -------------------------------------- | -------------------------------------- | -------------------------------------- | -------------------------------------- | -------------------------------------- | -------------------------------------- | -------------------------------------- | -------------------------------------- | -------------------------------------- |
| Positie                                | 30                                     | 17                                     | 11                                     | 8                                      | 5                                      | 4                                      | 3                                      | 1                                      | 2                                      | 3                                      | 6                                      | 14                                     | 24                                     | uit                                    |

### Nationale Hitparade Top 100
| Hitnotering: 30-01-1988 t/m 21-05-1988 | Hitnotering: 30-01-1988 t/m 21-05-1988 | Hitnotering: 30-01-1988 t/m 21-05-1988 | Hitnotering: 30-01-1988 t/m 21-05-1988 | Hitnotering: 30-01-1988 t/m 21-05-1988 | Hitnotering: 30-01-1988 t/m 21-05-1988 | Hitnotering: 30-01-1988 t/m 21-05-1988 | Hitnotering: 30-01-1988 t/m 21-05-1988 | Hitnotering: 30-01-1988 t/m 21-05-1988 | Hitnotering: 30-01-1988 t/m 21-05-1988 | Hitnotering: 30-01-1988 t/m 21-05-1988 | Hitnotering: 30-01-1988 t/m 21-05-1988 | Hitnotering: 30-01-1988 t/m 21-05-1988 | Hitnotering: 30-01-1988 t/m 21-05-1988 | Hitnotering: 30-01-1988 t/m 21-05-1988 | Hitnotering: 30-01-1988 t/m 21-05-1988 | Hitnotering: 30-01-1988 t/m 21-05-1988 | Hitnotering: 30-01-1988 t/m 21-05-1988 | Hitnotering: 30-01-1988 t/m 21-05-1988 |
| Week                                   | 1                                      | 2                                      | 3                                      | 4                                      | 5                                      | 6                                      | 7                                      | 8                                      | 9                                      | 10                                     | 11                                     | 12                                     | 13                                     | 14                                     | 15                                     | 16                                     | 17                                     |                                        |
| -------------------------------------- | -------------------------------------- | -------------------------------------- | -------------------------------------- | -------------------------------------- | -------------------------------------- | -------------------------------------- | -------------------------------------- | -------------------------------------- | -------------------------------------- | -------------------------------------- | -------------------------------------- | -------------------------------------- | -------------------------------------- | -------------------------------------- | -------------------------------------- | -------------------------------------- | -------------------------------------- | -------------------------------------- |
| Positie                                | 88                                     | 44                                     | 13                                     | 8                                      | 8                                      | 8                                      | 4                                      | 3                                      | 2                                      | 3                                      | 5                                      | 5                                      | 10                                     | 32                                     | 40                                     | 51                                     | 65                                     | uit                                    |